# Rendezvous with Kenton
| Recensione | Giudizio |
| ---------- | -------- |
| AllMusic   |          |

Rendezvous with Kenton è un album del bandleader jazz statunitense Stan Kenton, pubblicato dalla casa discografica Capitol Records nel marzo del 1958 .

## Tracce

### LP
Lato A
1. With the Wind and the Rain in Your Hair – 2:02 (Jack Lawrence, Clara Edwards) – Registrato l'8 ottobre 1957 al "Rendezvous Ballroom", Balboa Beach, California
2. Memories of You – 2:34 (testo: Andy Razaf – musica: Eubie Blake) – Registrato il 7 ottobre 1957 al "Rendezvous Ballroom", Balboa Beach, California
3. These Things You Left Me – 2:05 (testo: Harold Dickinson – musica: Sidney Lippman) – Registrato il 7 ottobre 1957 al "Rendezvous Ballroom", Balboa Beach, California
4. Two Shades of Autumn – 3:53 (musica: Joe Coccia) – Registrato l'8 ottobre 1957 al "Rendezvous Ballroom", Balboa Beach, California
5. They Didn't Believe Me – 1:53 (testo: Herbert Reynolds – musica: Jerome Kern) – Registrato il 10 ottobre 1957 al "Rendezvous Ballroom", Balboa Beach, California
6. Walkin' by the River – 2:53 (Una Mae Carlisle, Robert Sour) – Registrato l'8 ottobre 1957 al "Rendezvous Ballroom", Balboa Beach, California

Lato B
1. High on a Windy Hill – 2:07 (Joan Whitney, Alex Kramer) – Registrato il 9 ottobre 1957 al "Rendezvous Ballroom", Balboa Beach, California
2. Love Letters – 2:24 (testo: Edward Heyman – musica: Victor Young) – Registrato l'8 ottobre 1957 al "Rendezvous Ballroom", Balboa Beach, California
3. I Get Along Without You Very Well – 1:55 (musica: Hoagy Carmichael) – Registrato l'8 ottobre 1957 al "Rendezvous Ballroom", Balboa Beach, California
4. Desiderata – 3:09 (musica: Joe Coccia) – Registrato l'8 ottobre 1957 al "Rendezvous Ballroom", Balboa Beach, California
5. This Is No Laughing Matter – 3:29 (testo: Van Loman, Martin Block – musica: Al Frisch) – Registrato il 9 ottobre 1957 al "Rendezvous Ballroom", Balboa Beach, California
6. I See Your Face Before Me – 2:02 (testo: Howatd Dietz – musica: Arthur Schwartz) – Registrato il 7 ottobre 1957 al "Rendezvous Ballroom", Balboa Beach, California

- Durata brani (non accreditati sull'album originale) ricavati dalla ristampa della "Creative World (ST 1057)

## Musicisti
- Stan Kenton – pianoforte, direttore orchestra
- Joe Coccia – arrangiamenti
- Ed Leddy – tromba
- Billy Catalano – tromba
- Sam Noto – tromba
- Lee Katzman – tromba
- Phil Gilbert – tromba
- Archie Le Coque – trombone
- Kent Larsen – trombone
- Don Reed – trombone
- Jim Amlotte – trombone
- Kenny Shroyer – trombone basso
- Lennie Niehaus – sassofono alto
- Bill Robinson – sassofono alto
- Bill Perkins – sassofono tenore
- Wayne Dunstan – sassofono tenore
- Steve Perlow – sassofono baritono, sassofono alto
- Red Kelly – contrabbasso
- Jerry McKenzie – batteria [3]